# Octonoba basuensis
Octonoba basuensis là một loài nhện trong họ Uloboridae.
Loài này thuộc chi Octonoba. Octonoba basuensis được Hsen Hsu Hu miêu tả năm 2001.